# Meet the Eels: Essential Eels, Vol. 1 (1996–2006)
Meet the Eels: Essential Eels, Vol. 1 (1996–2006) är ett greatest hits-album av rockgruppen Eels. Albumet släpptes den 15 januari 2008 i USA och 21 januari i Europa.

## Låtlista
1. "Novocaine for the Soul" - 3:08
2. "Susan's House" - 3:57
3. "My Beloved Monster" - 2:13
4. "Your Lucky Day in Hell" - 4:28
5. "3 Speed" - 2:45
6. "Last Stop: This Town" - 3:28
7. "Climbing to the Moon" - 3:56 (Jon Brion remix)
8. "Flyswatter" - 3:18
9. "I Like Birds" - 2:34
10. "Mr. E's Beautiful Blues" - 4:02
11. "It's a Motherfucker" - 2:14
12. "Souljacker part I" - 3:17
13. "That's Not Really Funny" - 3:20
14. "Fresh Feeling" - 3:40
15. "Get Ur Freak On" - 3:29 (Missy Elliott-cover, tidigare outgiven)
16. "Saturday Morning" - 2:56
17. "Love of the Loveless" - 3:33
18. "Dirty Girl" - 3:00 (live)
19. "I Need Some Sleep" - 2:29
20. "Hey Man (Now You're Really Living)" - 3:03
21. "I'm Going to Stop Pretending That I Didn't Break Your Heart" - 3:55
22. "Trouble With Dreams" - 4:34
23. "Railroad Man" - 3:38
24. "Losing Streak" - 2:51